# Amstel Toneel
Stichting Amsteltoneel of Amstel Toneel is een voormalig Nederlands theatergezelschap uit Amsterdam, onder leiding van Riny Blaaser, dat zich richtte op voorstellingen voor kinderen. 
Dit gezelschap is voortgekomen uit het Vrolijk Toneel gezelschap. Bij de aanvang van dit gezelschap in 1948 begon Riny Blaaser hier als speler, nam vervolgens de leiding over en veranderd in 1951 de naam in het Amstel Toneel.
Onder meer Marjolijn Touw, Cees Pijpers, Ed Bauer en Marijke Jaburg waren verbonden aan het gezelschap. Mimi Kok jr. speelt mee en ook de actrice Mimi Kok sr., Mimi's moeder, spelen apart en samen in de zestiger jaren mee. 
De premières van het Amstel Toneel, dat kantoor hield aan de Leidschekade, werden veelal gehouden in het Nieuwe de la Mar Theater.

## Voorstellingen
Onderstaande lijst is onvolledig.
- Lieve schim (1957)[4] [2]
- Zorg voor mijn kinderen, een toneelspel van Gelald Savory, première 13 juni 1961.[5]
- Brief van de Generaal van Maurice Mcloughlin (1963)[6][7]
- Zorg voor mijn kinderen (1963)
- Thijl en de nachtvogels (1967)
- Cactusbloem (1967)
- Wat doe jij hier? (1967)
- De knecht van twee meesters (1967)
- Voetje van de vloer (1968)
- Wat doe jij hier? (1968)
- Krokewit, het mannetje van Stavoren (1980)
- Pas op voor krokodillen (ca. 1983)
- Een aap om mee te praten (1985)
- Braaf (1986)
- Cyrano (1986)
- Het Oliedom (1986)
- Ondersteboven (1986)
- De koning en de rest (1989)
- Een zee van water (1990)